# Брон (Рона)
Брон (фр. Bron) је насељено место у Француској у региону Рона-Алпи, у департману Рона.
По подацима из 2011. године у општини је живело 38.881 становника, а густина насељености је износила 3774,85 становника/km².

## Демографија
| 1962.  | 1968.  | 1975.  | 1982.  | 1990.  | 2011.  |
| ------ | ------ | ------ | ------ | ------ | ------ |
| 26.959 | 41.619 | 44.563 | 40.638 | 39.683 | 38.881 |

## Партнерски градови
- Грима
- Cumbernauld